# 額爾慶額
額爾慶額 （—1893年），格何恩氏，字藹堂，滿洲鑲白旗人，墨爾根城駐防，清朝將領。

## 生平
額爾慶額早年是一位委參領。後來隨左宗棠等平定新疆回亂以及收復新疆。他因為在清水堡之役中有戰功，被賜號法福靈阿巴圖魯。後來又參與平定金縣武裝，出任涼州副都統。光緒二年，額爾慶額打算與總兵馮桂增、參將徐學功在大河廠會師阻擊白彥虎。結果馮桂增、額爾慶額先抵達，未能擊敗白彥虎。額爾慶額戰敗受傷撤退。
額爾慶額後來又出任古城領隊大臣、科布多幫辦大臣。期間與參贊大臣升泰一同和俄羅斯帝國官員勘定邊界。光緒十二年，前往伊犁任職。光緒十九年去世。